# Jupiter Wagons
Jupiter Wagons Ltd (JWL) ist ein indischer Hersteller von Schienenfahrzeugen und Ersatzteilen, Schienensystemen, Schiffscontainern und Elektrolastkraftwagen.
Es bestehen Partnerschaften und Joint Ventures mit europäischen Firmen, darunter Tatravagónka (Slowakei), DAKO-CZ (Tschechische Republik), Kovis (Slowenien), Talleres Alegría (Spanien) und der LAF-CIM-Gruppe (Frankreich).

## Geschichte
Jupiter Wagons Limited (JWL) wurde am 28. Juli 1979 gegründet und hat sich seitdem zu einem der führenden Unternehmen in der indischen Eisenbahnindustrie entwickelt. Im Jahr 2019 übernahm JWL 68 % der Anteile an der Commercial Engineers & Body Builders Company Ltd (CEBBCO), einem Hersteller von Kippfahrzeugen, Anhängern und spezialisierten Militärfahrzeugen. Diese Akquisition erfolgte im Rahmen eines durch das  88 National Company Law Tribunal (NCLT) geregelten Verkaufs von notleidenden Vermögenswerten.
Am 29. Juni 2022 kündigte JWL eine Fusion mit CEBBCO an, die den Börsengang des Unternehmens ermöglichte.
Im selben Jahr wurde JWL als erfolgreicher Bieter für die Übernahme von Stone India Ltd ausgewählt, einem Anbieter von elektrischen Produkten für die Indian Railways wie Stromabnehmern. Diese Übernahme stärkte die Synergien innerhalb des Unternehmens.

## Tochtergesellschaften und Joint Ventures
Jupiter Electric Mobility (JEM): Diese hundertprozentige Tochtergesellschaft von JWL konzentriert sich auf die Produktion von elektrischen Nutzfahrzeugen. Auf der Auto Expo 2023 präsentierte JEM zwei neue Modelle, den JEM TEZ und den EV Star CC.
JWL CAF Joint Venture: JWL ging eine Partnerschaft mit dem spanischen Unternehmen CAF ein, um eine Produktionsstätte mit einer Investition von 300 Crore zu errichten.
JWL DAKO-CZ India Limited: Dieses Joint Venture, gegründet im Jahr 2022, liefert moderne Bremssysteme für die Indian Railways.
JWL Talegria India Pvt. Ltd.: Diese Zusammenarbeit mit dem spanischen Unternehmen Talleres Alegría konzentriert sich auf die Produktion von Weichen für den indischen und internationalen Markt.
JWL Kovis India Pvt. Ltd.: ein Joint Venture mit dem slowenischen Unternehmen Kovis d.o.o. zur Herstellung von Bremsscheiben für Hochgeschwindigkeitszüge.